# Żnińska Kolej Wąskotorowa
| Zniner Kreisbahn                                                                         | Zniner Kreisbahn    |
| ---------------------------------------------------------------------------------------- | ------------------- |
| Streckennetz der Zniner Kreisbahn, zusätzlich gekennzeichnet ist die heutige Museumsbahn |                     |
| Spurweite:                                                                               | 600 mm (Schmalspur) |
|                                                                                          |                     |

Die Żnińska Kolej Wąskotorowa, Żnińska Kolej Powiatowa (deutsch Zniner Kreisbahn) ist eine Schmalspurbahn mit der Spurweite von 600 mm im polnischen Powiat Żniński.

## Geschichte
Die Kleinstadt Znin mit 4.500 Einwohnern (1910) war seit dem Jahr 1889 an die Strecke Hohensalza–Elsenau–Wongrowitz–Rogasen der Preußischen Staatsbahn angeschlossen; 1895 kam die Zweigbahn Znin–Schubin hinzu. Von diesem Eisenbahnknotenpunkt aus errichtete der damalige Landkreis Znin eigene Kleinbahnstrecken mit 600 mm Spurweite in den südlichen Teil des Kreises, der zum Regierungsbezirk Bromberg in der preußischen Provinz Posen gehörte.
Die erste Teilstrecke verband Znin über Biskupin Dorf/Urstätt mit Schelejewo/Borkendorf (15,7 km) und wurde ebenso wie die von Biskupin Abzweig nach Rogowo/Seebrück (11,5 km) weiterführende Strecke am 1. Juli 1894 dem allgemeinen Personen- und Güterverkehr übergeben. Rübenverkehr hatte allerdings schon ab 13. Oktober 1893 stattgefunden.
Als am 9. Juni 1895 die Strecke von Rogowo bis Oschnau Bahnhof um 12,7 km verlängert wurde, schloss sie dort an die Staatsbahn Exin–Janowitz–Gnesen an. Erst mehr als zehn Jahre später dehnte sich das Netz noch weiter aus. Von der Stammstrecke zweigte ab 7. Juni 1908 /28. Mai 1909? in Riedelhausen/Rydlewo, zwei Kilometer südlich von Znin, eine neun Kilometer lange Zweigbahn nach Stillersee/Ostrowce ab.
Ausgehend vom Kleinbahnhof Znin führte eine weitere Strecke ab 19. Oktober 1911/1. Juni 1912 in westlicher Richtung bis Oberhof Gut/Obiecanowo (15,8 km); von ihr zweigte in Uscikowo/Wieneck eine Güterbahn nach Berghausen/Wola (5 km) ab. Auch die am 16. Oktober 1913 in Betrieb genommene Strecke Borkendorf–Hötzendorf/Adlig Grochowiska (5 km) diente nur dem Güterverkehr. Die Bahn hatte eine Streckenlänge von 75,42 Kilometern erreicht, als der Kreis Znin nach dem Ersten Weltkrieg zu Polen kam. Danach entstand nur noch im Jahre 1930 die zwei Kilometer lange Güterbahn Oberhof–Wiesensee, die der Abfuhr von Kies diente. Für das Jahr 1914 werden folgende Fahrzeuge genannt: 8 Dampflokomotiven, 11 Personenwagen, 4 Packwagen sowie 190 Güter- und Spezialwagen. Weitgehend unverändert war dieser Bestand noch im Jahr 1944.

## Umbenennung während des Zweiten Weltkrieges
Nach dem Überfall auf Polen wurde der Ortsname Żnin zu Dietfurt arisiert. Die Kreisbahn firmierte zunächst als „Kleinbahnen des Kreises Dietfurt“ und zuletzt als „Dietfurter Eisenbahn“; die Betriebsführung oblag den Gaubahnen Wartheland.

## Nachkriegszeit
Nach Kriegsende übernahm die polnische Eisenbahngesellschaft Polskie Koleje Państwowe die Schmalspurbahn. Vor 1980 wurden die Abschnitte Brandhöft–Stillersee, Borkendorf–Adl. Grochowiska, Wieneck–Gut Wola und Oberhof–Wiesensee stillgelegt. 1992 folgten auch die Abschnitte Rosenberg–Oschnau und Żnin–Obiecanowo. Auf dem 11,9 Kilometer langen Rest zwischen Żnin und Gąsawa ist in den Sommermonaten die Schmalspurbahn Wenecja als Touristenbahn im Betrieb.
Ebenso wie die Gnesener Kreisbahn und die Mecklenburg-Pommersche Schmalspurbahn AG erhielt die Zniner Kreisbahn Wagen von Carl Weyer & Co. in Düsseldorf. Drei der 1894 gebauten Personenwagen waren in Bad Malente nach Aufarbeitung von 2008 bis 2010 bei der schmalspurigen Bahnstrecke Malente-Gremsmühlen–Lütjenburg im Einsatz.

## Rom oder Wittenberg?
An der Strecke Znin–Oschnau befand sich bei km 21,3 der Haltepunkt für die Ortschaft Rom, die damals 155 Einwohner zählte. Nachdem der Kreis 1919 an Polen gefallen war, erhielt das Dorf den Namen Rzym. Etwa zwanzig Jahre später, während des Zweiten Weltkriegs, wurde diese Benennung wieder abgeschafft. Man griff jedoch nicht auf den früheren Ortsnamen Rom zurück, der wohl den neuen Machthabern allzu „katholisch“ vorkam. Man „reformierte“ ihn und arisierte den Ortsnamen nun – wie die Lutherstadt – Wittenberg (Posen). Allerdings erscheint im Kursbuch der Deutschen Reichsbahn für 1943 der Bahnhof Rosenberg an dieser Stelle und im Fahrplan vom 3. Juli 1944 in der Tabelle 130x der „Dietfurter Eisenbahn“ wieder der frühere Stationsname Rom (Wartheland).